# マット・シューメーカー
- マット・シューメイカー

マシュー・デビッド・シューメーカー（Matthew David Shoemaker, 1986年9月27日 - ）は、アメリカ合衆国ミシガン州ウェイン郡ワイアンドット出身のプロ野球選手（投手）。右投右打。フリーエージェント (FA)。愛称はシュー（Shoe）。

## 経歴

### プロ入りとエンゼルス時代
高校時代及び東ミシガン大学在学中はMLBドラフトにはかからず、2008年にドラフト外でロサンゼルス・エンゼルス・オブ・アナハイムと契約してプロ入り。契約後、傘下のルーキー級アリゾナリーグ・エンゼルスでプロデビュー。3試合に登板して1勝0敗、防御率4.50だった。
2011年途中よりAAA級ソルトレイク・ビーズでプレー。オフの10月に開催されたグアダラハラパンアメリカン競技大会の野球アメリカ合衆国代表に選出された。
2012年はAAA級ソルトレイクで2年連続で2桁勝利を挙げた。
2013年9月15日にメジャー初昇格。メジャーデビューとなった9月20日のシアトル・マリナーズ戦では先発を任され、5回を無失点に抑えた。同年のメジャーでの登板はこの1試合のみだった。
2014年は開幕からの3試合はリリーフとして登板したが、先発陣の故障と不調で先発ローテーションに加わると5試合に登板して3勝0敗と期待に応えた。その後、故障者が復帰して一時的に中継ぎに回るが、7月にC・J・ウィルソンの故障により再び先発ローテーションに復帰した。同年8月は6勝1敗・防御率1.31の好成績を残し、アメリカンリーグのピッチャー・オブ・ザ・マンスとルーキー・オブ・ザ・マンスに選出された。規定投球回には届かなかったものの、アメリカンリーグ4位タイの16勝（18勝で最多勝が3人おり、17勝がいないため勝利数だけではリーグ2番目）を挙げ、勝率.800は同1位に輝き、大躍進を果たした。オフの11月7日に日米野球2014のMLB選抜に選出された。
2015年は先発陣の一角として25試合（うち24試合で先発登板）に投げたが、防御率4.46、7勝10敗と負け越した。
2016年のレギュラーシーズンでは27試合全てに先発登板し、9勝13敗、防御率3.88だったが、9月4日のマリナーズ戦の2回裏にカイル・シーガーの時速105mph（約169km/h）の打球を頭に受け降板した。検査の結果、頭蓋骨の骨折と頭蓋内の血腫が見つかり、手術を受けた。
2017年は6勝。

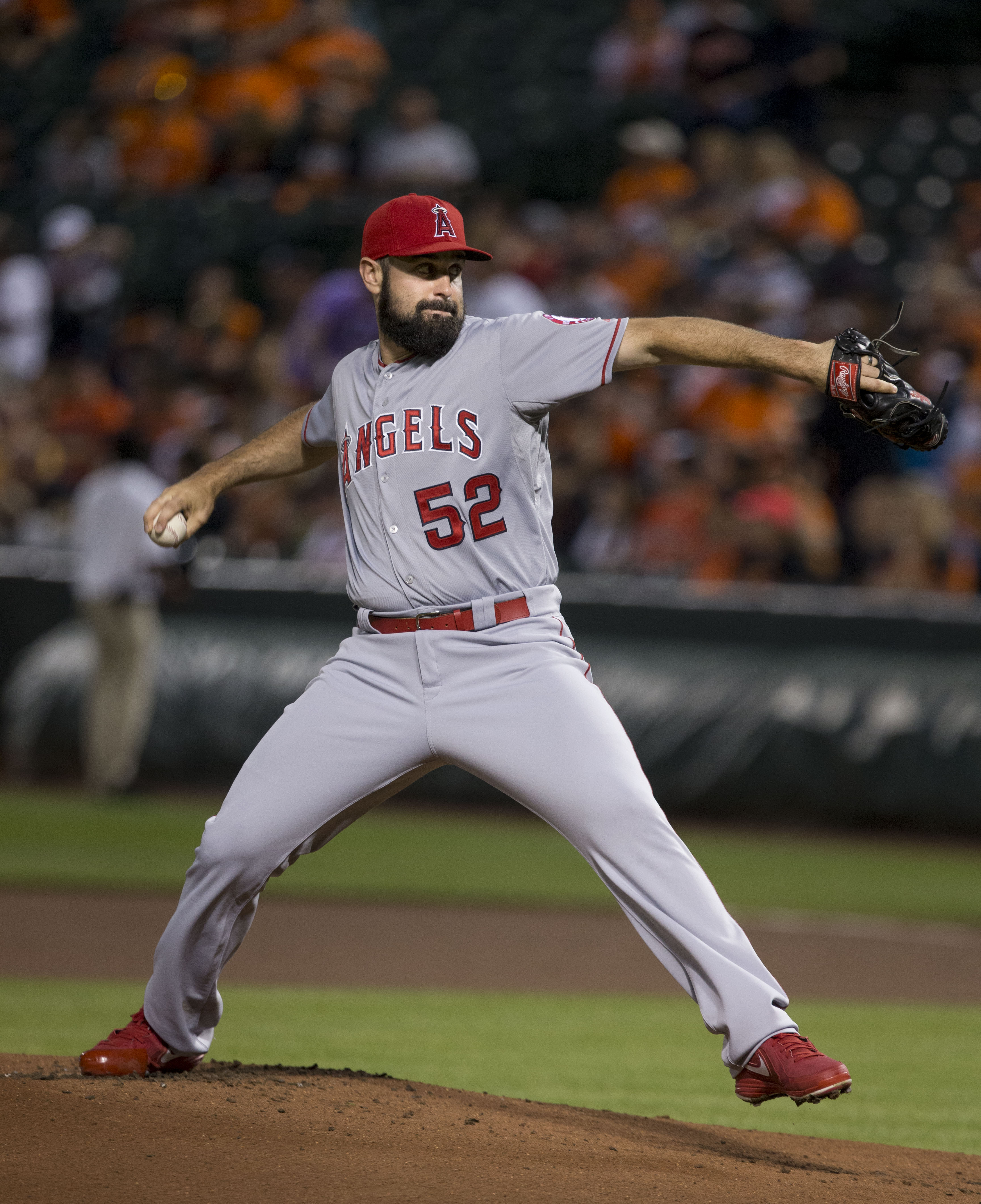
ロサンゼルス・エンゼルス・オブ・アナハイム時代
（2015年5月16日）

2018年は2勝。11月30日にノンテンダーFAとなった。

### ブルージェイズ時代
2018年12月28日にトロント・ブルージェイズと単年契約を結んだ。
2019年4月20日のオークランド・アスレチックス戦にて、守備の際に左膝前十字靭帯断裂の怪我を負いシーズンエンドとなった。このシーズンはわずか5試合の登板に終わった。
2020年は0勝、オフの10月28日にFAとなった。

### ツインズ時代
2021年2月18日にミネソタ・ツインズと200万ドルの単年契約を結んだ。7月1日にデレク・ローのメジャー昇格に伴いDFAとなり、5日にマイナー契約となり傘下のAAA級セントポール・セインツへ送られた。8月3日に自由契約となった。

### ジャイアンツ傘下時代
2021年8月7日にサンフランシスコ・ジャイアンツとマイナー契約を結んだ。オフの11月7日にFAとなった。

### 巨人時代
2022年2月15日、読売ジャイアンツと契約したことが発表された。背番号は99、推定年俸は1億5000万円。表記はマット・シューメーカーとなった。4月23日の対中日戦ではNPB入団後初となる完投・完封勝利を記録。18試合登板し、4勝8敗・防御率4.25でシーズンを終えた。オフの12月2日に自由契約公示された。

## 投球スタイル
平均球速147km/hのフォーシーム、ツーシーム、カッターの速球3種と、変化球はカーブ、スライダー、チェンジアップ、ナックルカーブ、スプリットを持ち球とする。2015年までフォーシームを軸にツーシーム、チェンジアップの3球種をメインとしていたが、2016年から基本球種をチェンジアップに変更し、投球全体の約40％を投げるようになった。次いでツーシームが約30％、フォーシームが約20％で、この3球種で90％以上を占めている。残りの10％弱はスライダーとナックルカーブを投げており、通常のカーブとカッターは2014年を最後に投げていない。

## 人物
2004年の夏に教会で1歳年下の女性と出会い、2009年に結婚した。当初はマイナーリーグに所属していたため、2011年までのオフシーズンは代用教員の仕事をしていた。2015年に息子、2017年に娘が誕生した。
顔面を覆うヒゲがトレードマークだったが、巨人入団を機に剃っている。

## 詳細情報

### 年度別投手成績
| 年 度    | 球 団    | 登 板 | 先 発 | 完 投 | 完 封 | 無 四 球 | 勝 利 | 敗 戦 | セ 丨 ブ | ホ 丨 ル ド | 勝 率 | 打 者 | 投 球 回 | 被 安 打 | 被 本 塁 打 | 与 四 球 | 敬 遠 | 与 死 球 | 奪 三 振 | 暴 投 | ボ 丨 ク | 失 点 | 自 責 点 | 防 御 率 | W H I P |
| -------- | -------- | ----- | ----- | ----- | ----- | -------- | ----- | ----- | -------- | ----------- | ----- | ----- | -------- | -------- | ----------- | -------- | ----- | -------- | -------- | ----- | -------- | ----- | -------- | -------- | ------- |
| 2013     | LAA      | 1     | 1     | 0     | 0     | 0        | 0     | 0     | 0        | 0           | .000  | 19    | 5.0      | 2        | 0           | 2        | 0     | 0        | 5        | 1     | 0        | 0     | 0        | 0.00     | 0.80    |
| 2014     | LAA      | 27    | 20    | 0     | 0     | 0        | 16    | 4     | 0        | 0           | .800  | 543   | 136.0    | 122      | 14          | 24       | 0     | 4        | 124      | 5     | 0        | 49    | 46       | 3.04     | 1.07    |
| 2015     | LAA      | 25    | 24    | 0     | 0     | 0        | 7     | 10    | 0        | 0           | .412  | 569   | 135.1    | 135      | 24          | 35       | 2     | 4        | 116      | 3     | 0        | 70    | 67       | 4.46     | 1.26    |
| 2016     | LAA      | 27    | 27    | 1     | 1     | 1        | 9     | 13    | 0        | 0           | .409  | 668   | 160.0    | 166      | 18          | 30       | 1     | 7        | 143      | 2     | 0        | 71    | 69       | 3.88     | 1.23    |
| 2017     | LAA      | 14    | 14    | 0     | 0     | 0        | 6     | 3     | 0        | 0           | .667  | 326   | 77.2     | 73       | 15          | 28       | 0     | 4        | 69       | 2     | 1        | 41    | 39       | 4.52     | 1.30    |
| 2018     | LAA      | 7     | 7     | 0     | 0     | 0        | 2     | 2     | 0        | 0           | .500  | 130   | 31.0     | 29       | 3           | 10       | 0     | 1        | 33       | 3     | 0        | 17    | 17       | 4.94     | 1.26    |
| 2019     | TOR      | 5     | 5     | 0     | 0     | 0        | 3     | 0     | 0        | 0           | 1.000 | 108   | 28.2     | 16       | 3           | 9        | 0     | 1        | 24       | 1     | 0        | 7     | 5        | 1.57     | 0.87    |
| 2020     | TOR      | 6     | 6     | 0     | 0     | 0        | 0     | 1     | 0        | 0           | .000  | 115   | 28.2     | 22       | 8           | 9        | 0     | 0        | 26       | 0     | 0        | 16    | 15       | 4.71     | 1.08    |
| 2021     | MIN      | 16    | 11    | 0     | 0     | 0        | 3     | 8     | 0        | 0           | .273  | 284   | 60.1     | 73       | 15          | 27       | 1     | 3        | 40       | 1     | 0        | 56    | 54       | 8.06     | 1.66    |
| 2022     | 巨人     | 18    | 18    | 1     | 1     | 1        | 4     | 8     | 0        | 0           | .333  | 406   | 95.1     | 92       | 13          | 30       | 0     | 5        | 65       | 1     | 0        | 50    | 45       | 4.25     | 1.28    |
| MLB：9年 | MLB：9年 | 128   | 115   | 1     | 1     | 1        | 46    | 41    | 0        | 0           | .529  | 2762  | 662.2    | 638      | 100         | 174      | 4     | 24       | 580      | 18    | 1        | 327   | 312      | 4.24     | 1.23    |
| NPB：1年 | NPB：1年 | 18    | 18    | 1     | 1     | 1        | 4     | 8     | 0        | 0           | .333  | 406   | 95.1     | 92       | 13          | 30       | 0     | 5        | 65       | 1     | 0        | 50    | 45       | 4.25     | 1.28    |

- 2022年度シーズン終了時
- 各年度の太字はリーグ最高

### 年度別守備成績
| 年 度 | 球 団 | 投手（P） | 投手（P） | 投手（P） | 投手（P） | 投手（P） | 投手（P） |
| 年 度 | 球 団 | 試 合     | 刺 殺     | 補 殺     | 失 策     | 併 殺     | 守 備 率  |
| ----- | ----- | --------- | --------- | --------- | --------- | --------- | --------- |
| 2013  | LAA   | 1         | 0         | 1         | 0         | 0         | 1.000     |
| 2014  | LAA   | 27        | 7         | 12        | 3         | 1         | .864      |
| 2015  | LAA   | 25        | 12        | 9         | 2         | 1         | .913      |
| 2016  | LAA   | 27        | 9         | 23        | 2         | 4         | .941      |
| 2017  | LAA   | 14        | 2         | 8         | 1         | 1         | .909      |
| 2018  | LAA   | 7         | 0         | 1         | 1         | 0         | .500      |
| 2019  | TOR   | 5         | 6         | 4         | 1         | 0         | .909      |
| 2020  | TOR   | 6         | 2         | 1         | 2         | 0         | .600      |
| 2021  | MIN   | 16        | 7         | 5         | 1         | 0         | .923      |
| 2022  | 巨人  | 18        | 3         | 15        | 3         | 0         | .857      |
| MLB   | MLB   | 128       | 45        | 64        | 13        | 7         | .893      |
| NPB   | NPB   | 18        | 3         | 15        | 3         | 0         | .857      |

- 2022年度シーズン終了時

### 表彰
- ルーキー・オブ・ザ・マンス：1回（2014年8月）
- ピッチャー・オブ・ザ・マンス：1回（2014年8月）

### NPB記録
初記録
投手記録
- 初登板・初先発登板：2022年4月9日、対東京ヤクルトスワローズ5回戦（東京ドーム）、6回2/3 2失点で勝敗つかず
- 初奪三振：同上、1回表に太田賢吾から空振り三振
- 初勝利・初先発勝利・初完投勝利・初完封勝利：2022年4月23日、対中日ドラゴンズ5回戦（バンテリンドーム ナゴヤ）、9回2被安打8奪三振[22]

打撃記録
- 初打席：2022年4月9日、対東京ヤクルトスワローズ5回戦（東京ドーム）、2回裏に小川泰弘から二ゴロ
- 初安打：2022年4月23日、対中日ドラゴンズ5回戦（バンテリンドーム ナゴヤ）、6回表に松葉貴大から右前安打[22]
- 初打点：2022年4月30日、対阪神タイガース8回戦（東京ドーム）、2回裏にアーロン・ウィルカーソンから投犠打

その他の記録
- 初登板で対戦した第1打者に被本塁打：2022年4月9日、対東京ヤクルトスワローズ5回戦（東京ドーム）、1回表に塩見泰隆に左越ソロ ※史上79人目、初球は9人目、先発で初球は2人目

### 背番号
- 52（2013年 - 2018年）
- 34（2019年 - 2020年）
- 32（2021年 - 同年途中）
- 99（2022年）

### 代表歴
- 2011年パンアメリカン競技大会野球アメリカ合衆国代表